# Hilde Warren et la Mort

Hilde Warren et la Mort (Hilde Warren und der Tod) est un film allemand de 1917 réalisé par Joe May sur un scénario de Fritz Lang. Le rôle-titre de Hilde est incarné par Mia May, l'épouse du réalisateur.

## Synopsis
Hilde Warren, une actrice célèbre, est courtisée par son directeur du théâtre. Cependant, elle rejette sa proposition de mariage, désirant se consacrer entièrement à son art. Peu après, elle rencontre le jeune Hector Roger et en tombe amoureuse. À peine mariés, la police arrête Hector car c'est un meurtrier. Alors qu'il tente de s'échapper, il est abattu par la police.
L'enfant qu'elle attend sera donc l'enfant d'un meurtrier. Son imagination lui laisse entrevoir le spectre de la Mort, déjà apparue avant son mariage.
Les années passent et les vices du père apparaissent chez son fils. Le directeur du théâtre est toujours prêt à l'épouser, à la seule condition qu'elle se sépare de son enfant. Mais l'amour qu'elle porte à son fils l'emporte sur l'amour pour cet homme.
Le fils grandit et Hilde pressent le devenir de son fils, qui sera lui aussi un criminel pourchassé par les policiers. C'est alors qu'elle prend la décision de tuer son propre fils. Jetée en prison, plus d'une fois, la Mort lui apparaît, mais cette fois, c'est elle qu'elle attend. Elle finit par ne plus refuser son étreinte et est enfin libérée de ses souffrances terrestres.

## Fiche technique
- Titre : Hilde Warren et la Mort
- Titre original : Hilde Warren und der Tod
- Réalisation : Joe May
- Scénario : Fritz Lang
- Production : Joe May
- Caméra : Carl Hoffmann (incertain), Curt Courant
- Direction artistique : Siegfried Wroblewsky
- Pays de production : Allemagne  Empire allemand
- Langue originale : allemand
- Dates de sortie : 
  - Allemagne : 31 août 1917 à Berlin, au Tauentzienpalast (de)
- Durée : 80 minutes
- Genre : drame, fantastique

## Distribution
- Mia May : Hilde Warren
- Bruno Kastner : Hector Roger

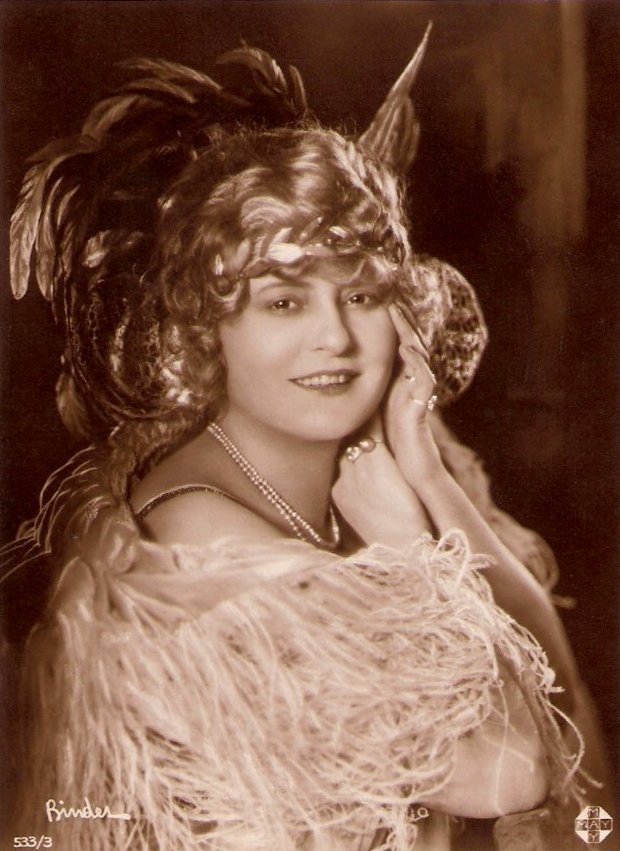
Mia May, photographie d'Alexander Binder

- Hans Mierendorff : Hans von Wengraf, le directeur
- Ernst Mátray : Egon, le fils de Hilde
- Georg John : la Mort
- Hermann Picha : le docteur à l'hôtel
- Fritz Lang : le vieux prêtre / le jeune messager

## Commentaires
- Le film, sorti en août 1917, a été réalisé en juin de cette même année.
- Le scénario du film est l'un des premiers que Fritz Lang a écrits et préfigure celui qu'il écrira pour son film Les Trois Lumières (1921).
- Curt Courant, à seulement 18 ans, fait pour le film ses débuts en tant que directeur de la photographie. Le jeune cameraman a probablement été secondé par l'expérimenté Carl Hoffmann.
- Les extérieurs, très lumineux, sont filmés dans les rues de Berlin et au bord d'un lac.
- Georg John exécute une performance remarquable dans le rôle de la Mort. La vision cauchemardesque de son personnage androgyne est l'une des premières compositions hallucinées qui seront sa marque.